# A.P. Møller-Mærsk
El Grupo A.P. Møller-Mærsk ([ˈɛˀ ˈpʰe̝ˀ mølɐˈmɛɐ̯sk]), danés: A.P. Møller-Mærsk Gruppen), a menudo escrito Moller-Maersk /mɛərsk/) es un grupo de empresas con actividades en los sectores del transporte, la logística y la energía. La compañía es conocida como Mærsk (o internacionalmente Maersk) y es famosa por su gran negocio de transporte marítimo. Desde 1996 fue la compañía de transporte marítimo de mercancías más grande del mundo superada en 2022 por MSC. Mærsk tiene su sede principal en Copenhague, Dinamarca, pero también tiene oficinas en más de 135 países. En 2011 el grupo tenía unos 117.000 empleados y ocupaba el puesto 154 en la lista Fortune Global 500.

## Organización (julio de 2006)

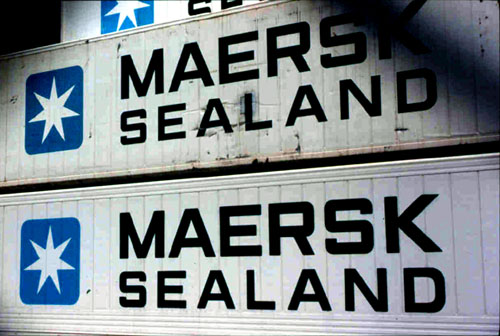
Emblemáticos contenedores de Maersk.

### Flota
- 600 Buques portacontenedores en propiedad y alquilados (incluyendo 56 naves clase Panamax); también 70 han sido ordenados a Odense Steel Shipyard, Volkswerft Stralsund, Hyundai Heavy Industries, Samsung Heavy Industries, Hanjin Heavy Industries & Construction, Daewoo Heavy Industries y a IHI Corporation, con una capacidad de 3.000 a 13.000 contenedores.
- Buques petroleros con capacidad para 630.000 toneladas de peso muerto de petróleo crudo (ULCC de doble casco). Nueve nuevos petroleros con capacidad para 310.000 toneladas de peso muerto fueron ordenadas a Dalian Yard en China.
- 27 embarcaciones transportadoras de petróleo refinado (tamaños de 15.000, 29.000, 35.000 y 110.000 toneladas de peso muerto).
- Nueve navíos transportadores de gas con capacidad para 35.000 metros cúbicos. Seis embarcaciones con capacidad entre 38.000 y 80.000 metros cúbicos fueron ordenados.
- Dos metaneros, buques transportadores de gas natural licuado con capacidad de 138.130 y 145.130 m³. Seis con capacidad de 165.500 m³ fueron ordenados a Samsung.
- Tres unidades flotantes de proceso, almacenamiento y descarga de hidrocarburos.
- 10 buques Ro-Ro dedicados al transporte rodado con capacidad de 3.000 a 5.100 vehículos. Tres más fueron ordenados con capacidad para 5.000 vehículos.
- 40 naves suplidoras y embarcaciones especiales.
- 29 plataformas de perforación.
- 12 ferris operados por Norfolk Line en los Países Bajos.
- 265 remolcadores, gabarras y otras embarcaciones.
- Ha puesto en servicio cuatro de los nuevos portacontenedores Triple-E con una capacidad máxima de 18270 contenedores de un total de 20 de estos buques que serán construidos por Daewoo en Corea del Sur. El primer de ellos fue el Mærsk Mc-Kinney Møller (2013)

### Maersk Line
El grupo operativo más grande por ingresos y personal del grupo AP Moller es la división de Maersk Line. Maersk Line opera más de 500 embarcaciones y 1,9 millones de contenedores en todo el mundo. Maersk Line es la compañía de transporte de contenedores más grande del mundo.
En 2012 transportó 35 millones de contenedores, un 6% más que en 2011 y consiguió una ganancia económica de 461 millones de dólares.

### Terminales

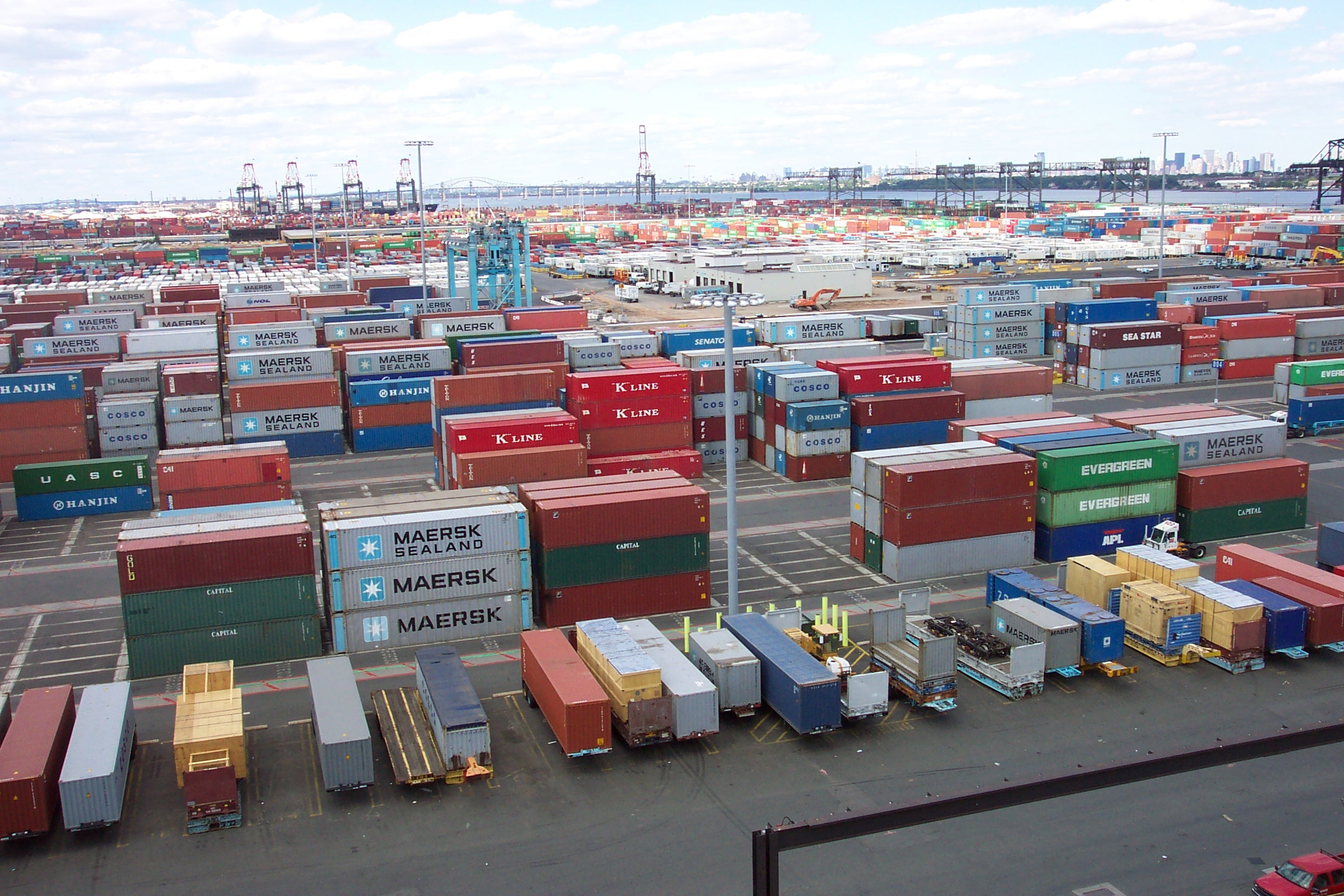
Parte de la terminal de contenedores de A.P.Møller en Port Elizabeth, Nueva Jersey (EE. UU.).

A.P. Møller-Mærsk opera aproximadamente 50 terminales de contenedores privadas en todo el mundo. Cerca de 15 de ellas eran originalmente terminales de Sealand Corp., adquiridas en noviembre de 1999. APM Terminals International tiene sus cuarteles en La Haya (Países Bajos).

#### Terminales en Europa
| - Algeciras - Århus - Bremerhaven - Cagliari - Constanza - Dunkerque - Felixstowe - Génova - Gijón - Barcelona | - Gioia Tauro - El Havre - Kaliningrado - Róterdam - Valencia - Vigo - Wilhelmshaven (JadeWeserPort) - Zeebrugge |

#### Terminales en América
| - Santiago, Chile - Buenos Aires - Charleston - Callao - Houston - Buenaventura - Jacksonville | - Kingston - Los Ángeles - Miami - Mobile - Nueva Orleans | - Oakland - Paita - Portsmouth - Puerto Everglades - Puerto de Savannah | - Tacoma - Puerto Lázaro Cárdenas |

- Puerto Quetzal Guatemala
- Puerto Moín Costa Rica
- Puerto COrtes  Honduras

#### Terminales en Asia
| - Aqaba - Baréin - Dalian | - Gaoxiong - Kōbe - Laem Chabang, Tailandia | - Bombay - Pipavav - Puerto Qasim en Karachi | - Qingdao - Puerto de Tanjung Pelepas en Johor - Salalah, Omán | - Shanghái - Yokohama |

#### Terminales de África
| - Abiyán - Apapa en Lagos | - Duala - Puerto Saíd | - Onne Port en Nigeria - Tánger |

### Otras actividades

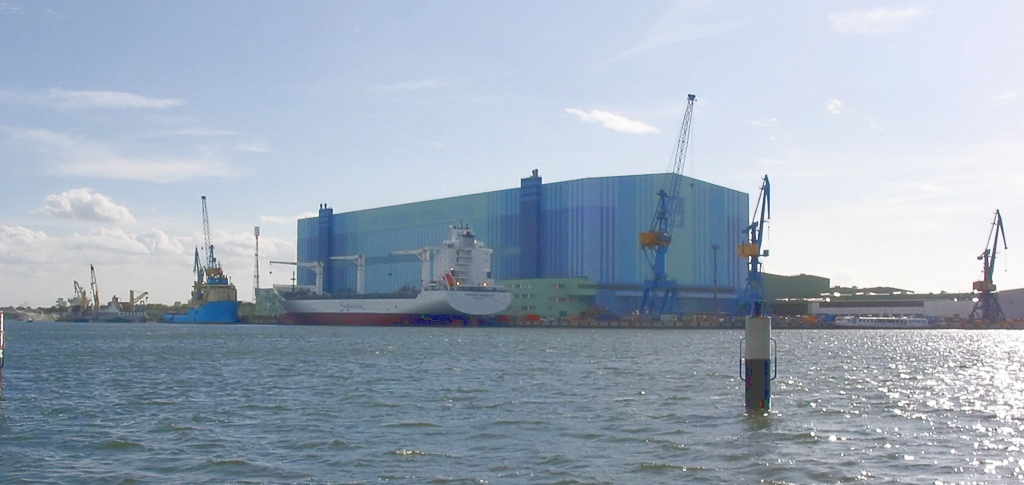
El astillero Volkswerft Stralsund, Alemania, parte del A.P. Møller Group con el edificio principal para la construcción de barcos y los nuevos navíos en el muelle: un barco de Safmarine Cointeiner Line con capacidad para 2100 contenedores y un bote suplidor de Mærsk.

#### Relacionadas con contenedores
- DAMCO (antiguamente Maersk Logistics) - Servicios de transporte de carga sin buques.
- Mærsk Container A/S - Manufactura de contenedores con fábricas en Tinglev (Dinamarca), San Antonio (Chile), Dongguan y Qingdao (China)
- Safmarine - Compañía de transporte marítimo, propiedad de Maersk Line.
- Inland Services - pequeñas compañías diseminadas por todo el mundo encargadas de actividades auxiliares como reparación de contenedores, transportes, etc. Algunos ejemplos son Star Container, Contopsa, Pentalver

#### Energía
- Maersk Oil and Gas - Exploración en busca de petróleo y gas natural y su posterior producción.

#### Transporte marítimo de carga, petróleo y gas
- Maersk Tankers - Administración de la flota de barcos petroleros y gaseros.
- Maersk Contractors - Relacionada con la perforación para la extracción de petróleo, cuenta con una flota de modernos equipos perforadores de bases retráctiles.
- Maersk Supply Service - Administración de las embarcaciones de abastecimiento para plataformas.

#### Otros
- Construcción de barcos - Unión del Odense Steel Shipyard, Loksa Yard, Baltia ES en Estonia y el Baltijos Laivų Statykla en Klaipėda, Lituania.
- El astillero de reparación Suez Odense con un muelle de 300 metros en Suez, Egipto.
- Mærsk Rosti A/S - Producción de productos a base de plástico.
- Dansk Supermarked Group - Cadena de supermercados minoristas.
- Svitzer (anteriormente Svitzer Wijsmuller) - Remolque de buques y operaciones marinas de salvamento.

### MISE
Maersk International Shipping Education (M.I.S.E.) es un programa de entrenamiento de dos años creado para desarrollar a los futuros líderes del A.P. Moller - Maersk Group.
Cada año aproximadamente 450 aprendices de más de 80 países entran en el Programa M.I.S.E. seleccionados entre más de 85.000 solicitudes admitidas cada año para recibir una educación intensiva. El programa combina educación práctica y teórica acerca de todas las divisiones mayores del grupo con una exposición multicultural y oportunidades de trabajo en A.P. Moller luego de terminarlo.

### Administración
En sus inicios A.P. Møller-Mærsk Group tuvo por nombre Dampskibsselskabet Svendborg, fundada por el capitán Peter Mærsk-Møller y su hijo Arnold Peter Møller en Svendborg (Dinamarca) en 1904. A.P. Møller tuvo diez hijos, uno de los cuales, Mærsk Mc-Kinney Møller, se convirtió en socio de la compañía en 1930. Después de la muerte de A.P. Møller en junio de 1965, devino director ejecutivo de la compañía hasta 1993, cuando fue sucedido por Jess Søderberg. A pesar de ello, todavía es dueño de la compañía y fue presidente del Odense Steel Shipyard hasta el 2 de mayo de 2006. Dos de las tres hijas de Mærsk Mc-Kinney Møller son miembros de la junta directiva, cada una con el título de vicepresidenta.

#### Propietario administrador
- Mærsk Mc-Kinney Møller, desde junio de 1965

#### Presidente
- Arnold Peter Møller, desde 1904 hasta junio de 1965
- Arnold Mærsk Mc-Kinney Møller, desde junio de 1965 hasta el 15 de diciembre de 2003
- Michael Pram Rasmussen, desde el 15 de diciembre de 2003

#### Director ejecutivo
- Arnold Mærsk Mc-Kinney Møller, desde junio de 1965 hasta junio de 1993
- Jess Søderberg, desde junio de 1993 hasta diciembre de 2007
- Nils Smedegaard Andersen, desde diciembre de 2007

## Historia

### 1886-1945: Antes de laSegunda Guerra Mundial

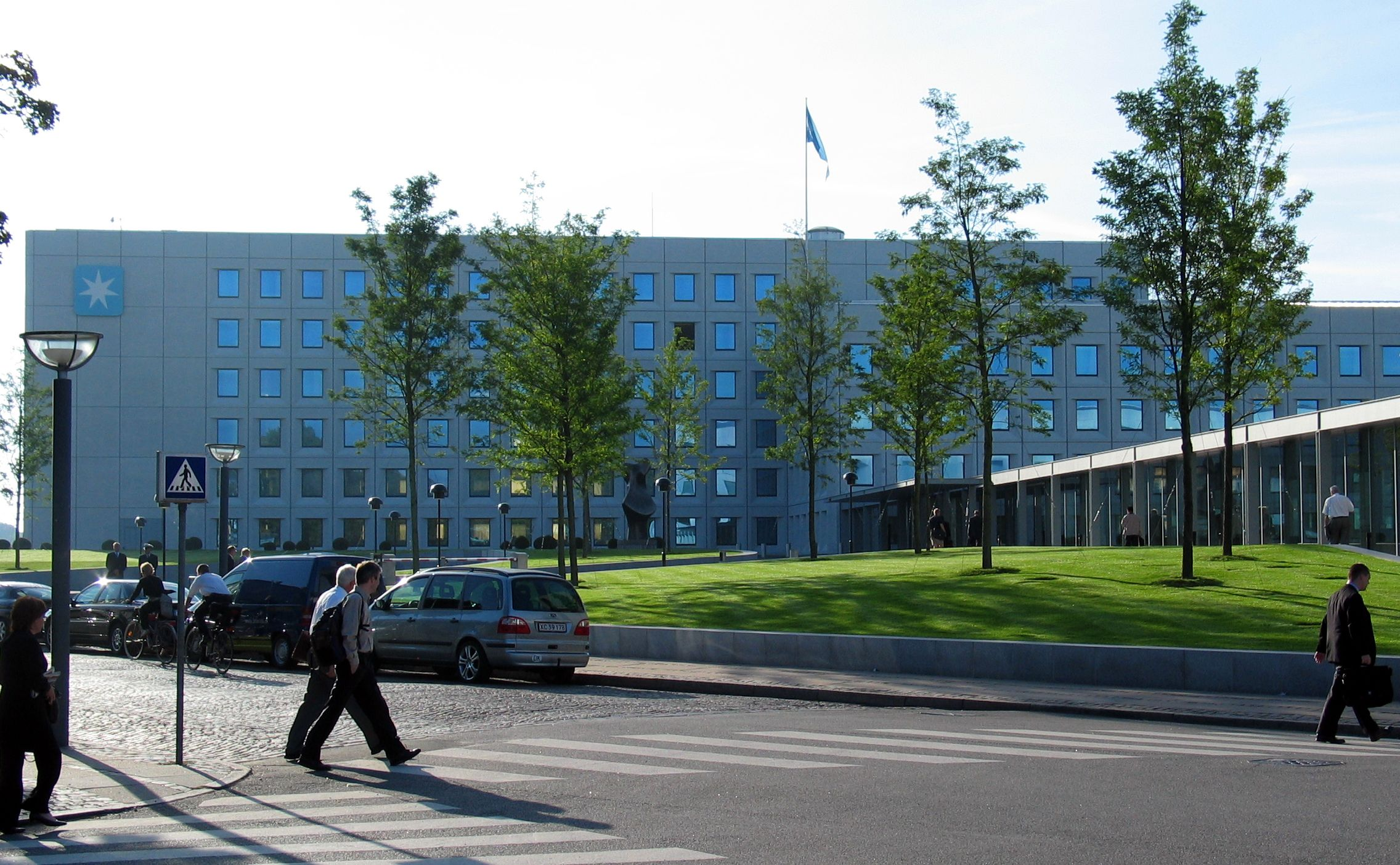
Sede de Mærsk, localizada en Copenhague, Dinamarca.

- 1886: El capitán Peter Mærsk-Møller compra su primer barco de vapor, la S.S. Laura, de fabricación británica.
- 1904: La Steamship Company Svenborg es fundada por el capitán Peter Mærsk-Møller y Arnold Peter Møller. La primera nave de la compañía fue el buque de carga a vapor Svendbor, de fabricación británica y con capacidad para 2220 toneladas de peso muerto.
- 1912: La Steamship Company of 1912 es fundada por A.P. Møller.
- 1918-1919: A.P. Møller construye su propio astillero, el Odense Staalskibsvaerft, cerca del Canal de Odense en la ciudad de Odense. Son colocadas las quillas de las dos primeras naves.
- Mayo de 1920: El recién erigido astillero de Odense bota su primera nave, la Robert Mærsk.
- 1921: El astillero de Odense bota su primer buque a diésel, el Leise Mærsk.
- 1926: A.P. Møller entra al negocio de los petroleros y ordena 5 buques de este tipo con motor con capacidad para 8 100 y 11 200 toneladas de peso muerto.
- 1928: A.P. Møller inicia su primer servicio de transporte bajo el nombre de Mærsk Line con 6 naves motorizadas, cada una con capacidad para 6000 a 7000 toneladas de peso muerto, en la ruta transpacífica entre el Lejano Oriente y la costa oeste de los Estados Unidos, y luego a Baltimore a través del Canal de Panamá.
- Febrero de 1928: A.P. Møller consigue su primer petrolero, el buque motorizado Emma Mærsk con capacidad para 11 200 toneladas de peso muerto, construido por Burmeister & Wain, Copenhague.
- Marzo de 1928: El astillero Odense Yard construye su primer petrolero, el Anna Mærsk, con capacidad para 8000 toneladas de peso muerto.
- 1934: Mærsk Line adquiere el buque de carga motorizado Nora Mærsk con capacidad para 9000 toneladas de peso muerto del astillero Odense Yard, pero luego de dos años de servicio naufraga en Indonesia debido a un incendio.
- Diciembre de 1936: El petrolero motorizado con capacidad para 16 500 toneladas de peso muerto Eleonora Mærsk es entregado por Deutsche Werft, Hamburgo, y es el barco más grande de la flota de Mærsk y también es la embarcación motorizada de una sola tripulación más grande en el mundo.
- 1936: Con el M.S. Francine, A.P. Møller adquiere su primer barco frigorífico del astillero de Odense. Es alquilado a la J. Lauritzen Company, Dinamarca.
- 1937: Mærsk Line recibe dos barcos motorizados con capacidad para 9 000 toneladas de peso muerto de Bremer Vulkan. Los buques son nombrados Marchen Mærsk y Grete Mærsk.
- 1937: El astillero Odense Yard bota dos buques de carga, Gudrum Mærsk y Robert Mærsk con el casco pintado de blanco, capacidad para 7 000 toneladas de peso muerto y capacidad frigorífica
- Febrero de 1939: El astillero Odense Yard bota el buque de carga más grande de la flota Mærsk, la M.S. Laura Mærsk, con capacidad para 9 200 toneladas de peso muerto.
- Septiembre de 1939: Al inicio de la Segunda Guerra Mundial, A.P. Møller es la segunda compañía de transporte marítimo más grande de Dinamarca, con un total de 46 embarcaciones.
- Abril de 1940: El 8 de abril de 1940, A.P. Møller envía la Instrucción Permanente Especial Uno a las 36 naves de Mærsk en altamar. Si Dinamarca entraba en la guerra, todas las naves tenían que reportarse directamente a la oficina de Nueva York. A la mañana siguiente, el 9 de abril de 1940, la Alemania Nazi invade Dinamarca y Noruega, y Dinamarca se rinde el mismo día. El 24 de abril, Mærsk Mc-Kinney Møller se convierte en socio de la compañía y, el 26 de abril, él y su esposa abandonan Dinamarca. Mærsk Mc-Kinney Møller administra la oficina de Nueva York durante la Segunda Guerra Mundial.
- 1941-1945: En junio de 1941, los Estados Unidos toman control de embarcaciones extranjeras y la flota de Mærsk sirve a la Armada de los Estados Unidos durante el resto de la guerra. Más de la mitad de la flota se pierde en la guerra.

### 1945-1965: Reconstrucción después de la Segunda Guerra Mundial
- Junio de 1945: La flota de Mærsk luego de la guerra es de solo siete embarcaciones. Otras 14 naves permanecen bajo control de los Estados Unidos hasta 1946.
- 1947-1948: Un programa de construcción de barcos comienza. Nuevos buques son encargados a astilleros en Dinamarca, Suecia, Alemania, Italia, Países Bajos, Bélgica y Japón. Mærsk asume el control de varios barcos construidos para la guerra por los Estados Unidos de clase Liberty y C-1 y los de clase Hansa A y Hansa B de diseño alemán.
- 1953: El Chastine Mærsk se convierte en el primero de 13 barcos motorizados de una nueva clase de buques rápidos de carga. La flota de Mærsk tiene ahora el mismo tamaño que el que tenía antes de la Segunda Guerra Mundial.
- 1954: El petrolero de turbina Regina Mærsk es botado, instaurando un nuevo récord de tamaño para el astillero Odense Yard. También es el primer buque de Mærsk con un casco pintado de azul.
- 1956: El S.S. Hans Mærsk (construido en 1916) es vendido luego de 40 años al servicio de la flota de Mærsk.
- 1959: El recién construido astillero Odense Lindø Yard, localizado en Munkebo a diez millas del antiguo astillero, es inaugurado. Tiene dos muelles de construcción y comienzan con la colocación de las quillas para dos buques petroleros con capacidad para 50 000 toneladas de peso muerto.
- 1961: Los primeros barcos construidos en Lindø son cinco petroleros de turbina con capacidad para 50 000 toneladas de peso muerto para la Standard Oil of California y tres más para Mærsk Line. Hasta 1977, el astillero produce principalmente petroleros con capacidad para 100 000 toneladas de peso muerto, desde 1968 son producidos petroleros de 200 000 y 250 000 toneladas de peso muerto, a partir de 1971 se inicia la producción de petroleros de 280 000 toneladas de peso muerto y últimamente también se producen de 330 000 toneladas de peso muerto.
- 1962: El gobierno danés le otorga una licencia a A.P. Møller para buscar petróleo en la parte danesa del Mar del Norte. En ese entonces, nadie esperaba que petróleo fuera encontrado allí. Una nueva compañía petrolera, Mærsk Olie og Gas A/S, es fundada luego.
- 1962-1963: Tres barcos de clase Trein Mærsk entran en servicio. En ese entonces, fueron las embarcaciones de carga más grandes de la compañía.
- 1964: Se funda Dansk Supermarked A/S.
- 1965: El astillero Odense Yard produce sus primeros petroleros, Dangulf Mærsk y Svengulf Mærsk.

### 1965-1993: Mærsk Mc-Kinney Møller como director ejecutivo
- 1966: El granelero Laura Mærsk es el último barco producido en el viejo artillero Odense Yard. El astillero está cerrado.
- 1967: A.P. Møller produce su primer buque suplidor, el Mærsk Supplier.
- 1967: El astillero Odense Lindø Yard es ampliado con un nuevo muelle de construcción de 90 por 420 metros, con una gran grúa pórtico. Esto permitió la construcción de petroleros VLCC, más tarde petroleros ULCC y en la actualidad barcos de contenedores super-pospánamax
- Noviembre de 1967-1969: Mærsk Line produce la última clase de barcos de carga de siete motores rápidos convencionales, la clase Cecilie Mærsk. En la pruebas alcanzan un máximo de 26 nudos. Son usados en el servicio entre Europa y el Lejano Oriente y en el servicio transpacífico. En 1974, son convertidos en semi-naves de contenedores y, luego de un largo programa de modificación, se convierten en barcos portacontenedores en 1980.
- 1968: El astillero Odense Lindø Yard construye su primer petrolero de 200.000 toneladas de peso muerto, el Dirch Mærsk.
- 1969: Se funda Maersk Air y comienza operaciones al siguiente año.

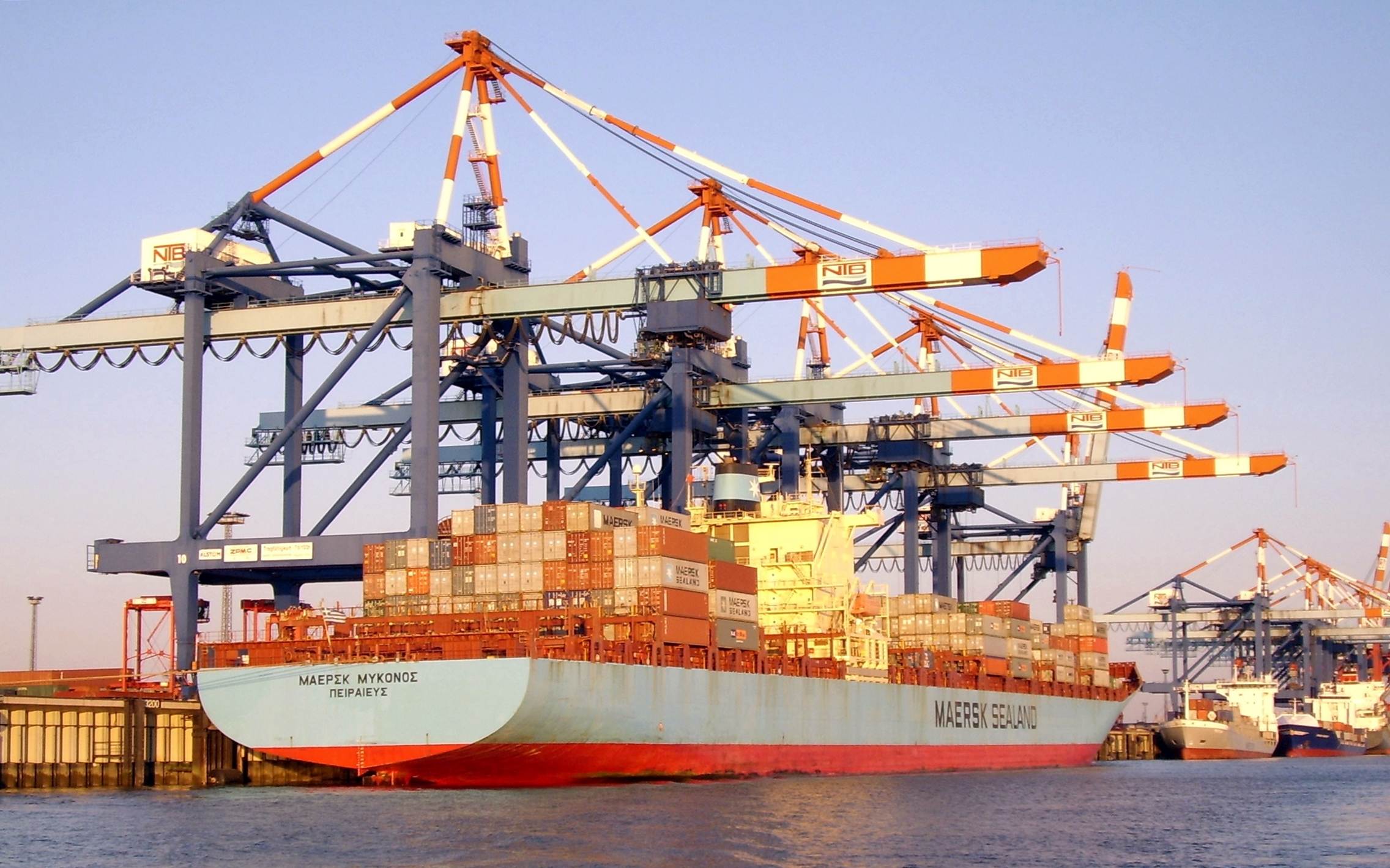
El buque de clase M Maersk Mykonos en NTB Bremerhaven, julio de 2006.

- Julio de 1971: El astillero Odense Lindø Yard produce el petrolero de turbinas Regina Mærsk con capacidad para 283 000 toneladas de peso muerto, el barco más grande de Europa
- 1972: El primer buque gasero de A.P. Møller, el Inge Mærsk, entra en servicio.
- 1973: Mærsk Line añade su primer barco de contenedores a la flota, el Svendborg Mærsk de construcción japonesa, con capacidad para 1800 contenedores.
- Julio de 1974: El astillero Odense Lindø Yard construye el petrolero de turbinas Kristine Mærsk (con capacidad para 330.000 toneladas de peso muerto), el petrolero más grande en Europa. Seis buques más de esta clase son construidos para A.P. Møller hasta 1977.
- Agosto de 1975-1976: Mærsk Line recibe nueve barcos rápidos de turbina para el transporte de contenedores (capacidad para 1200), la clase Adrian Mærsk, de los astilleros alemanes Blohm + Voss (Hamburgo) and Flenderwerft (Lübeck) para ser usados en servicios transpacíficos. Fueron diseñados por el United Ship Design & Development Centre en Taiwán.
- Abril de 1979: La construcción de nuevos cuarteles en Esplanaden es completada.
- 1980: Seis buques de contenedores Ro-Ro (clase Elisabeth Mærsk) construidos en Odense son añadidos a la flota de Mærsk.
- Enero de 1981: Mærsk Line abre un servicio de transporte entre Europa y el Lejano Oriente con su primer barco de contenedores construido en el astillero Odense Lindø Yard, Laura Mærsk (capacidad para 2.000 contenedores). Diez naves similares se unen a la flota hasta 1985.
- 1988: A.P. Møller abre una fábrica de contenedores en Tinglev, Dinamarca.
- 1988: Mærsk comienza un servicio de transporte transatlántico de contenedores.
- Abril de 1988: El astillero Odense Lindø Yard produce el Marchen Mærsk (capacidad para 4.300 contenedores), el barco de contenedores más grande del mundo. Once naves más son construidas entre 1988 y 1991.
- 1989: Mærsk Line introduce el contenedor de 45 pies como un tercer tamaño estándar de contenedores.
- 1991-1996: Mærsk y P&O inician juntos un servicio global de contenedores.
- 1992: El primer buque grande gasero, el Inger Mærsk (con capacidad para 80.000 m³), es añadido a la flota.
- Diciembre de 1992: El astillero Odense Lindø Yard produce el primer petrolero de doble casco con capacidad para 300.000 toneladas de peso muerto en todo el mundo, el Eleo Mærsk. Hasta 1995, cinco barcos similares son producidos para Mærsk Line y tres más para la compañía de Arabia Saudita VELA.

### Crecimiento
- Marzo de 1993: Mærsk Line toma el control de la compañía EacBen Container Line Ltd. con nueve barcos grandes de contenedores. De esta manera se convierte en la línea de contenedores más grande del mundo.
- Diciembre de 1995: Hyundai Heavy Industries en Ulsan entrega el barco Panamax de contenedores Dragør Mærsk (capacidad para 4 300 contenedores), el primero de una serie de 16 embarcaciones para Mærsk Line.
- Enero de 1996: El barco de contenedores más grande del mundo, la Regina Mærsk, es entregado por el astillero Odense Lindø Yard y entra en servicio entre Europa y el Lejano Oriente. En ese entonces ostenta varios récords: el primer barco con capacidad para más de 6000 contenedores, con un largo de 318.2 metros es el primer barco de contenedores de más de 300 metros; también es el primero con un ancho de 42.8 metros y el primero con capacidad para más de 80 000 toneladas de peso muerto.
- Mayo de 1996: La alianza entre Mærsk y P&O termina y un nuevo servicio global de contenedores con Sealand Corporation comienza.
- Septiembre de 1997: El astillero de Odense entrega el Sovereign Mærsk, el primer barco de contenedores con capacidad para más de 8 000 contenedores y 100 000 toneladas de peso muerto en el mundo. Mide 346 metros de largo, el barco más largo del mundo en ese entonces.
- 31 de enero de 1998: A.P. Møller Group adquiere el astillero Volkswerft en Stralsund de la compañía alemana Treuhand por 25 millones de dólares. El astillero es modernizado completamente, incluyendo una nueva sala de construcción y una esclusa de 230 metros (en la actualidad es de 275) para lanzar las naves. Naves de contenedores (clase 2 500) son producidos para la flota de Mærsk, cada uno tiene capacidad para 2 900 a 3 000 contenedores. Buques suplidores y barcos colocadores de cables submarinos también son producidos.
- Febrero de 1999: Mærsk toma control de la línea de contenedores Safmarine, incluyendo la Compagnie Maritime Belge (CMB), que tiene control de 50 buques de contenedores, tanto propios como alquilados.
- 1999: El primer buque de Mærsk construido en China continental, un petrolero de clase R con capacidad para 35 000 toneladas es construido por el Astillero Internacional de Cantón

### 1999-2005: Mærsk-Sealand
- Noviembre de 1999: Mærsk compra la corporación de transporte de contenedores Sea-Land, con 70 buques, terminales de contenedores y un servicio de línea, a CSX Corporation. El nuevo nombre de la corporación es Mærsk Sealand.
- Junio de 2001: Mærsk compra la compañía de salvamento Smit-Wijsmüller (incluyendo la compañía ESVAGT con base en Esbjerg, Dinamarca) a su compañía subsidiaria A/S Em Z. Svitzer con más de 250 buques (remolcadores, gabarras, entre otros). El grupo Mærsk opera la flota más grande del mundo de barcos de salvamento.
- Septiembre de 2002: Mærsk adquiere las actividades de transporte marítimo de la compañía danesa Dampskibsselskabet TORM, la cual realiza transporte entre los Estados Unidos y el Golfo Pérsico y desde la costa este de los Estados Unidos hasta la costa oeste de África. Las rutas son operadas por Safmarine.
- 2003: El holding formado por las compañías Dampskibsselskabet Svendborg A/S y Dampskibsselskabet af 1912 A/S es fusionado con A.P. Møller-Mærsk A/S
- Marzo de 2003: El astillero de Odense produce el Axel Mærsk, en ese entonces el barco de contenedores más grande y largo del mundo. Su ancho es de 42.8 metro, puede cargar 109 000 toneladas de peso muerto y posee un motor diésel HSD-Wärtsilä Sulzer de 12 cilindros, capaz de desarrollar 63 000 kilovatios a 100 revoluciones por minuto, lo que es equivalente a 85 000 caballos de vapor. Cinco naves similares son construidas entre 2003 y 2004 (Anna Mærsk, Arnold Mærsk, Arthur Mærsk, Adrian Mærsk y Albert Mærsk).
- Abril de 2004: El primer buque transportador de gas natural licuado, el Mærsk Ras Laffan (con capacidad para 120 000 m³), producido por Samsung Heavy Industries en Corea del Sur entra en la flota de Mærsk. Una nave similar es ordenada para 2006.
- Mayo a octubre de 2004: El astillero Volkswerft construye tres barcos de contenedores para Safmarine, cada uno con capacidad para 2 100 contenedores.
- 2004: Los cuarteles de la compañía en Esplanaden son expandidos y se inauguran en febrero de 2005.
- 2004-2005: El astillero Odense Lindø Yard construye su primer barco armado con dos barcos de soporte (largo de 137.5 metros) para la Armada Real Danesa.
- 2004: El grupo tiene ingresos de cerca de 157 112 millones de coronas danesas (21 138 millones de euros). El beneficio neto es de 18 400 millones de coronas (US$3 100 millones). La compañía tiene 12% de todo el mercado mundial de transporte de contenedores.[2]
- Marzo de 2005: El astillero de Odense entra el barco de contenedores Post-Panamax DAL Kalahari para la compañía Deutsche-Afrika-Linien, la primera embarcación que no es construida para Mærsk en diez años.

### 2005-presente

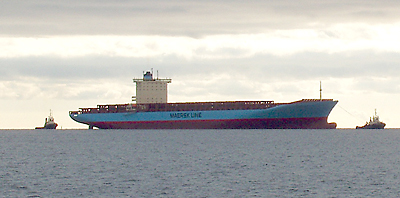
El barco de contenedores Gunvor Mærsk de clase Gudrun Maersk con capacidad para 9500 contenedores.

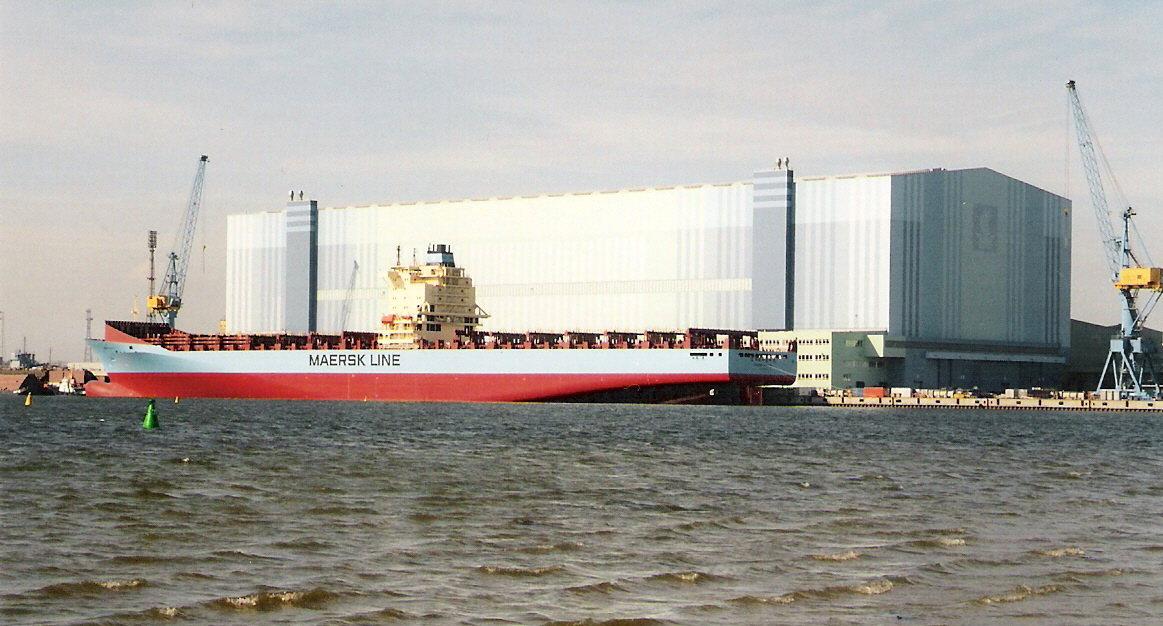
El Mærsk Boston, antes de ser probado en el mar en el astillero Volkswerft.

- 11 de mayo de 2005: Mærsk anuncia planes de comprar a la compañía rival de transporte marítimo P&O Nedlloyd por 2 300 millones de euros. Algunos analistas creen que la compra está inspirada por la incapacidad en el mercado mundial de contenedores. El comercio está creciendo más rápido de lo que los barcos son construidos. Comprando otra gran compañía, Mærsk sería capaz de expandir su capacidad por un tercio. Con esto, Mærsk se convertiría en la compañía de transporte marítimo y de contenedores más grande del mundo con más de 550 buques. Desde el 11 de mayo hasta el 24 de junio de 2005, Mærsk adquiere el 19.4% de las acciones de P&O Nedlloyd.
- Junio de 2005: El astillero Odense Lindø Yard produce el Gudrun Mærsk para la flota de Mærsk, instaurando un nuevo récord mundial como el más grande y largo barco de contenedores. Realiza el servicio entre Europa y el Lejano Oriente.
- 29 de junio de 2005: P&O vende cerca de 25% de sus acciones de Nedlloyd y dos bancos escandinavos, Danske Bank y Nordea a A.P. Møller.
- 29 de junio de 2005: La subsidiaria de A.P. Møller Norfolkline adquiere la compañía operadora de ferries irlandesa Norse Merchant Ferries con nueve barcos.
- 30 de junio de 2005: A.P. Møller-Mærsk acepta vender Mærsk Air a la compañía islandesa Fons Eignarhaldsfélag.
- 11 de agosto de 2005: A.P. Møller-Mærsk anuncia que la compra de Royal P&O Nedlloyd N.V. ha sido completada. La compañía será fusionada con Mærsk-Sealand. Royal P&O Nedlloyd tiene una flota de 162 buques de contenedores con una capacidad total de 460 203 contenedores. A partir de febrero de 2006 la nueva compañía será llamada Mærsk Line. P&O Nedlloyd Logistics y Mærsk Logistics son fusionadas bajo el nombre de Mærsk Logistics.
- Mayo de 2006: El astillero Volkswerft entre el primero de una serie de siete buques rápidos Panamax (29 nudos) de contenedores (con capacidad para 4250 contenedores), el Maersk Boston.
- 12 de agosto de 2006: Mærsk rompe de nuevo un récord mundial por el barco de contenedores más grande del mundo, el Emma Mærsk (con capacidad para 11 000 contenedores) construido en el astillero Odense Lindø Yard.
- 3 de marzo de 2007: Son botados los buques idénticos al Emma Mærsk, los Elly Mærsk, Eleonora Mærsk y Estelle Mærsk.[5]
- 8 de enero de 2008: Mærsk Line anuncia una reducción de personal que afectará entre 2000 y 3000 empleados.[6]
- 21 de febrero de 2011: Mærsk Line ordena al astillero coreano DSME (Daewoo Shipbuilding & Marine Engineering) la construcción de 10 mega buques con una capacidad de 18 000 contenedores cada uno, los cuales se denominarán Triple E.[7]
- 14 de noviembre de 2011: Mærsk Container Industry (MCI) instalará en Chile la primera fábrica de contenedores reefer en América Latina.[8]
- 2 de julio de 2013 Entró en servicio el Mærsk Mc-Kinney Møller el primero de la clase Triple-E de un total de 20 que construirá Daewoo en Corea del Sur, con una capacidad máxima de 18 270 contenedores lo que equivale a otro récord mundial por el barco de contenedores más grande del mundo.

## Maersk Line, Limited
Maersk Line, Limited es una subsidiaria de A.P. Moller-Maersk Group con base en los Estados Unidos cuya función es manejar la flota de barcos con bandera de los Estados Unidos y proveer a las agencias gubernamentales de ese país y a sus contratista servicios de transporte y de logística. Maersk Line, Limited maneja la flota más grande del mundo de buques con bandera estadounidense.

### Flota
Maersk Line, Limited controla cierta cantidad de buques utilizados por la división Maersk Line. Iniciando con un número relativamente bajo de buques concentrados en transportar carga regular así como del gobierno de los Estados Unidos, la flota de Maersk Line, Limited creció significativamente con la adquisición de Sea-Land Service, Inc en 1999 y P&O Nedlloyd/Farrell Lines en 2005.

### Contratos militares y gubernamentales de los Estados Unidos
Maersk Line, Limited también tiene un contrato con el Comando Militar de Transporte Marítimo del Departamento de Defensa para manejar y operar buques militares. Siguiendo con la tradición de Sea-Land Service, quien ganó un sustancial crecimiento durante la Guerra de Vietnam, las divisiones marítimas de A.P. Møller-Mærsk Group han sido clientes afiliados al Departamento de Defensa de los Estados Unidos en años recientes. Con la Guerra de Irak, los negocios han sido particularmente lucrativos, empezando en agosto de 2002 (antes del inicio de la guerra), los gigantescos barcos de contenedores de Maersk entregaron un tercio del equipo militar de los Estados Unidos en la región durante la preparación para la invasión de Irak en 2003. Las continuas operaciones de soporte para la ocupación generarían a Mærsk Group más de $1 000 millones en ventas relacionas con la guerra hasta 2005.
| Año fiscal | Volumen de los contratos federales |
| ---------- | ---------------------------------- |
| 2000       | $257,423,051                       |
| 2001       | $245,986,012                       |
| 2002       | $190,270,973                       |
| 2003       | $238,928,067                       |
| 2004       | $378,574,266                       |
| 2005       | $572,380,094                       |
| 2006       | $461,716,515                       |

Aproximadamente 99% de los contratos fueron para los Departamentos del Ejército y de la Armada, con porciones más pequeñas para USAID, el Departamento de Estado y otras agencias.